# How Far to Asgaard
How Far to Asgaard es el primer álbum de larga duración del grupo feroés de viking metal Týr. Fue lanzado en enero de 2002 por Tutl Records.
Ormurin Langi es una versión metal de la canción tradicional feroesa del mismo título. Asimismo, se grabó un videoclip de la canción en Islandia.
Tras la canción How Far to Asgaard, de 8 minutos y 59 segundos de duración, hay 9 minutos y 50 segundos de silencio. En el minuto 18:49, un grupo canta el poema feroés Nornagest ríma con un acompañamiento a base de pisotones rítmicos.
El lanzamiento del álbum en Rusia fue a través de la discográfica СД-Максимум (CD-Maximum), bajo licencia de la propia Tutl Records. El silencio de casi 10 minutos en la pista How Far to Asgaard se acortó a solo 51 segundos. Esta versión también contiene el videoclip de Hail to the Hammer. La ilustración de la carátula es una clara versión de la original.
El álbum fue relanzado el 2 de octubre de 2008 por Napalm Records con una nueva ilustración y dos pistas adicionales provenientes del sencillo de 2002 Ólavur Riddararós. En este relanzamiento, el poema Nornagest ríma es una canción extra que suena después de la canción Stýrisvølurin, en vez de How Far to Asgaard. Stýrisvølurin termina en el minuto 6:42, después hay 2 minutos y 52 segundos de silencio y Nornagest ríma empieza en 9:34.

## Lista de canciones
La música es de Týr excepto donde se indique.

Las letras son de Heri Joensen excepto donde se indique.
| N.º | Título               | Letras                  | Música                           | Duración |  |
| 1.  | «Hail To The Hammer» | Heri Joensen            | Heri Joensen, Pól Arni Holm      | 4:34     |  |
| 2.  | «Excavation»         | H. Joensen              | H. Joensen, Gunnar H. Thomsen    | 6:42     |  |
| 3.  | «The Rune»           | H. Joensen              | H. Joensen, Holm, Thomsen        | 6:42     |  |
| 4.  | «Ten Wild Dogs»      | H. Joensen              | H. Joensen, Jón Joensen, Thomsen | 6:51     |  |
| 5.  | «God Of War»         | H. Joensen              | H. Joensen, J. Joensen           | 7:08     |  |
| 6.  | «Sand In The Wind»   | H. Joensen              | H. Joensen                       | 6:24     |  |
| 7.  | «Ormurin Langi»      | Jens Christian Djurhuus | Tradicional                      | 5:50     |  |
| 8.  | «How Far To Asgaard» | H. Joensen              | H. Joensen, Holm                 | 29:27    |  |

| 2008 Re-Release Bonus Tracks |                     |                         |             |          |  |
| N.º                          | Título              | Letras                  | Música      | Duración |  |
| 9.                           | «Ólavur Riddararós» | Tradicional             | Tradicional | 4:36     |  |
| 10.                          | «Stýrisvølurin»     | Tradicional, H. Joensen | H. Joensen  | 20:14    |  |

## Formación
- Pól Arni Holm - vocalista
- Heri Joensen - guitarra, coros
- Gunnar H. Thomsen - bajo, coros
- Kári Streymoy - batería, percusión, coros
- Allen Streymoy - vocalista en las pistas 9-10

## Producción
- Masterizado por Lenhert Kjeldsen
- Mezclado por Lasse Glavind y Jesper Johansen